# 九章算术注
九章算术注，是《九章算术》的注本，是魏晋时数学家刘徽撰写的数学专著。
《九章算术》在东汉汉和帝以前已经编定。文字简略，短于解释。刘徽自幼学习《九章算术》，对数学有特殊爱好。他在数学上的主要成就之一，就是为《九章算术》做了注解。曹魏景元四年（263年）刘徽注九章，对原著中全部公式和定理以数学理论，又创“割圆术”，简化“齐同术”、“今有术”等。该书已被译成多种外文，为世界古代数学名著之一。《九章算术》分“方田”、“粟米”、“衰分”、“少广”、“商功”、“均输”、“盈不足”、“方程”、“勾股”等九章。